# Servílio de Jesus
Servílio de Jesus (São Félix, 15 december 1915, São Paulo 10 april 1984) was een Braziliaanse voetballer. Hij speelde het grootste gedeelte van zijn carrière voor Corinthians. 

## Biografie
Hij begon zijn carrière bij Ypiranga, een traditieclub uit Salvador. In 1933 maakte hij de overstap naar stadsrivaal Galícia, waarmee hij in 1937 het Campeonato Baiano won. In 1938 ging hij naar Corinthians uit São Paulo en won er vijf keer het Campeonato Paulista mee. Hij beëindigde zijn carrière waar ze begon, bij Ypiranga. 
Met het nationale elftal nam hij deel aan het Zuid-Amerikaans kampioenschap van 1942 en speelde er vier wedstrijden, bij de volgende editie in 1945 speelde hij nog drie wedstrijden. 
Zijn zoon Servílio de Jesus Filho was ook een profvoetballer. 